# ژورنال آکادمی دین آمریکا
مجله آکادمی دین آمریکا (انگلیسی: Journal of the American Academy of Religion) نام قبلی مجله کتاب مقدس و دین «Journal of Bible and Religion»، یک مجله دانشگاهی با داوری همتا است که توسط انتشارات دانشگاه آکسفورد به نمایندگی از آکادمی دین آمریکا (AAR) منتشر می‌شود.